# Paulownia

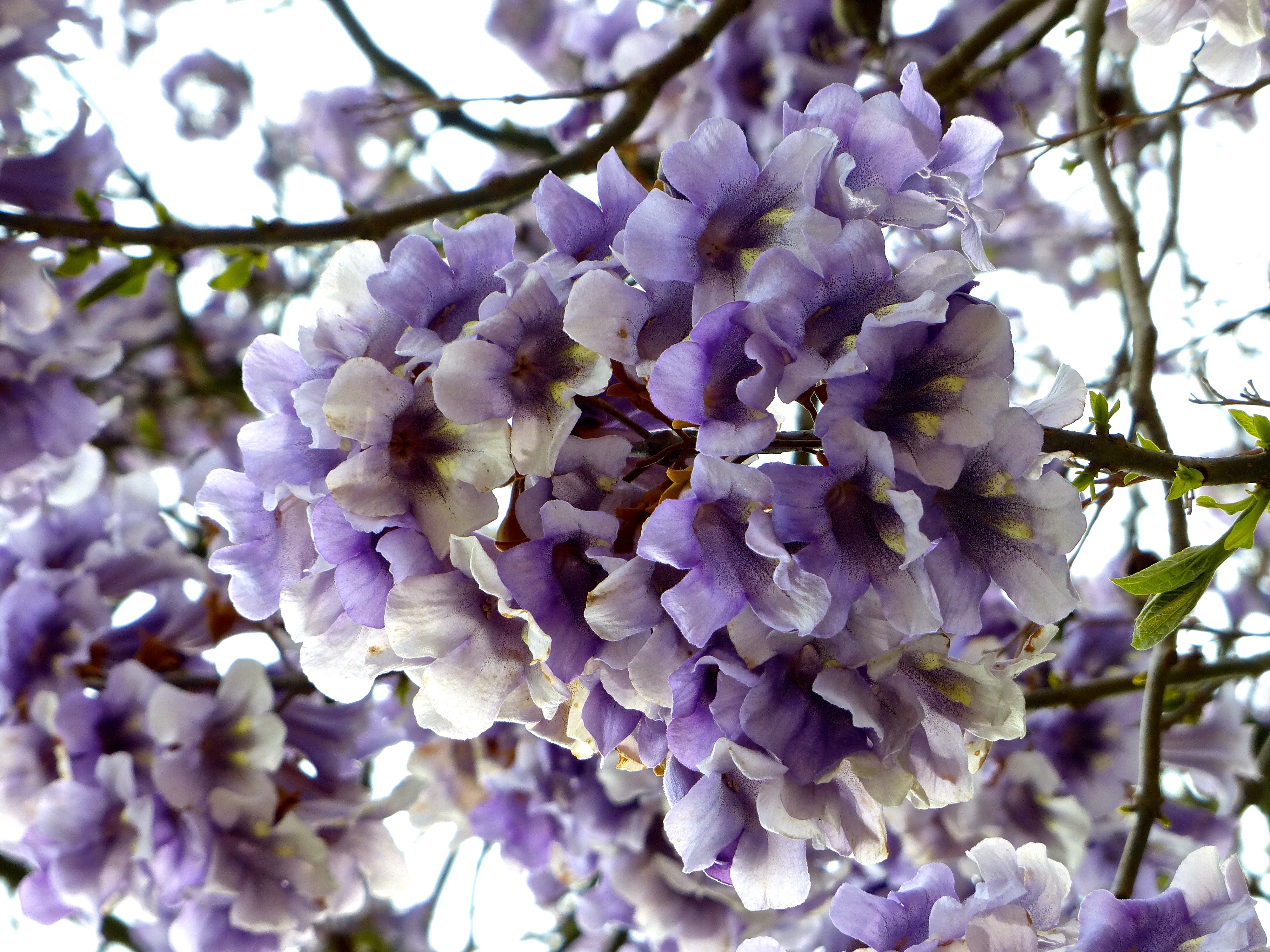
Kwiaty paulownii omszonej

Paulownia (pawłownia) (Paulownia Siebold & Zuccarini,1835) – rodzaj roślin z rodziny paulowniowatych (Paulowniaceae Nakai, 1949), dawniej zaliczany do trędownikowatych (Scrophulariaceae). Nazwę roślinie  nadano na cześć Królowej Holandii Anny Pawłownej Romanow. Według The Plant List w obrębie tego rodzaju znajduje się co najmniej 7 gatunków o nazwach zweryfikowanych i zaakceptowanych, podczas gdy kolejnych 6 taksonów ma status gatunków niepewnych (niezweryfikowanych). Występują naturalnie tylko w cieplejszych rejonach Azji Wschodniej. 
Mieszaniec dwóch gatunków z tego rodzaju (Paulownia fortunei i Paulownia elongata) znany pod nazwą handlową Oxytree („drzewo tlenowe”) został spopularyzowany jako drzewo o wyjątkowo silnym przyroście biomasy.

## Morfologia i biologia
PokrójDrzewiasty, lub krzewiasty, najczęściej parasolowaty.
Pień i gałęzieKorowina na pniach najczęściej gładka i szarobrązowa. Młode pędy bardzo szybko rosną i są wrażliwe na mróz.
DrewnoU gatunków drzewiastych jasnobrązowe, wykorzystywane do budowy instrumentów i przedmiotów codziennego użytku, oraz przemysłu papierniczego.
PąkiPąki kwiatowe są kuliste i zebrane na końcach pędów w wiechy znacznej długości. Podczas mroźnej zimy wymarzają u paulowni puszystej, jedynej przedstawicielki rodzaju, która może być uprawiana w gruncie. U innych gatunków są one całkowicie nieodporne na niską temperaturę.
LiścieBardzo duże, sercowate o brzegach piłkowanych, osadzone na długopędach, opadające na zimę.
KwiatyDzwonkowate i okazałe, barwy różowej, fioletowej, lub białej, zebrane w duże, pionowo stojące wiechy. U niektórych gatunków rozkwitają przed rozwojem liści.
OwoceZdrewniałe, jajowate torebki barwy szarobrązowej.
SiedliskoRośliny występujące w niższych i ciepłych położeniach górskich.

## Zastosowanie
- Roślina ozdobna uprawiana w cieplejszych rejonach Polski (paulownia puszysta) oraz na balkonach i tarasach (pozostałe gatunki, wymagające zimowania w dodatniej temperaturze).
- Ze względu na swoje właściwości (szybki przyrost masy, łatwość suszenia) paulownia puszysta może być również wykorzystywana do upraw energetycznych i produkcji biomasy[6].

## Systematyka
Lista gatunków
- Paulownia catalpifolia T. Gong ex D.Y. Hong
- Paulownia elongata S.Y. Hu
- Paulownia fargesii Franch.
- Paulownia fortunei (Seem.) Hemsl. – paulownia Fortunego
- Paulownia kawakamii T.Itô
- Paulownia taiwaniana T.W. Hu & H.J. Chang
- Paulownia tomentosa Steud. – paulownia omszona, p. cesarska